# Ганс фон Крайльсгайм
Барон Ганс фон Крайльсгайм (нім. Hanns Freiherr von Crailsheim; 8 жовтня 1888, Аугсбург — 14 липня 1975, Бад-Віндсгайм) — німецький офіцер, генерал-майор люфтваффе (1 вересня 1944).

## Біографія
24 липня 1908 року поступив на службу в 4-й кавалерійський полк Баварської армії. Навчався у Мюнхенській військовій школі. Учасник Першої світової війни. 10 серпня 1914 року був важко поранений, після лікування відправлений у запасний дивізіон свого полку. З 16 вересня 1915 по 20 березня 1916 року проходив льотну підготовку, після чого став пілотом 8-го баварського льотного дивізіону. З 4 серпня 1917 року — командир 22-ї охоронної ескадрильї, з 5 березня до 17 грудня 1918 року — 25-ї бомбардувальної ескадрильї 8-ї бомбардувальної ескадри. 9 квітня 1920 року демобілізований. З 1 жовтня 1920 року вивчав електротехніку в Мюнхенському технічному університеті, який закінчив у 1923 році. Працював у різноманітних фірмах.
20 липня 1934 року поступив на службу в люфтваффе і був призначений головним промисловим представником Імперського міністерства авіації у компаніях BMW і Messerschmitt в Мюнхені. З 20 вересня 1937 року — керівник групи відділу GL 2 Імперського міністерства авіації. З 17 квітня 1941 року — інспектор озброєнь XIII b в Нюрнберзі. 2 квітня 1944 року переведений в резерв фюрера. 17 квітня 1945 року взятий у полон американськими військами, звільнений 26 лютого 1947 року.

## Нагороди
- Медаль принца-регента Луїтпольда
- Залізний хрест 2-го і 1-го класу
- Нагрудний знак пілота (Баварія)
- Орден «За заслуги» (Баварія) 4-го класу з мечами
- Королівський орден дому Гогенцоллернів, лицарський хрест з мечами (15 вересня 1918)
- Почесний хрест ветерана війни з мечами
- Медаль «За вислугу років у Вермахті» 4-го і 3-го класу (12 років)